# Joachim Lafosse
Joachim Lafosse (Uccle, 18 de janeiro de 1975) é um cineasta e roteirista belga.